# Alabama Song
«Alabama Song» (también conocido como «Whisky Bar» o «Moon of Alabama») es una canción publicada originalmente en Hauspostille de Bertolt Brecht (1927). Con música de Kurt Weill, se utilizó en 1927 para "Mahagonny-Songspiel" y luego para la ópera de Weill y Brecht llamada: Ascenso y caída de la ciudad de Mahagonny. En este último, se lleva a cabo por el personaje de Jenny y sus compañeras prostitutas en el primer acto. Musicalmente contiene elementos de fox-trot, blues y coloraturas avanzada soprano, cantada por Jenny Corless. También se utilizó para la película The World's End.
La letra de la canción «Alabama Song» está en inglés y se interpreta en ese idioma, incluso cuando la ópera se lleva a cabo en su original alemán.

## Versión de The Doors
La canción fue versionada en 1967 por el grupo de rock The Doors bajo el nombre de: Alabama Song (Whisky Bar). El cantante de The Doors, Jim Morrison, cambió el segundo verso y además, el verso del original, Show me the way to the next little dollar, se omite.

## Versión de David Bowie
David Bowie, un admirador de Brecht, incorporó la canción en su gira mundial del año 1978. Cortó una versión en el estudio de Tony Visconti, después de la etapa europea de esta gira, y en 1980 se publicó como sencillo para acelerar el fin del contrato con la RCA. En diciembre de 1979, el sencillo alcanzó el número 23 en el Reino Unido.

## Versión de Dalida
Dalida hizo un cover de esta canción en 1980 cambiando algunos fragmentos de la canción para hacerla un poco más picante. Dalida presentó "Alabama Song" de manera muy sensual en una presentación en vivo para TV (Revue, 1980) vestida con un frac rosado, malla negra y tacos, acostada sobre un piano; más tarde ese mismo año la interpretó en un concierto en vivo en Palais Des Sports.

## Versión de Marilyn Manson
Marilyn Manson realizó un cover utilizando la versión del grupo The Doors en un recital ofrecido por él en Berlín en el año 2003, manteniendo tanto la letra como gran parte del ritmo del cover interpretado por Jim Morrison